# Trinley Thaye Dorje
 (novembre 2015).
Si vous disposez d'ouvrages ou d'articles de référence ou si vous connaissez des sites web de qualité traitant du thème abordé ici, merci de compléter l'article en donnant les références utiles à sa vérifiabilité et en les liant à la section « Notes et références ».
Karmapa
Rangjung Rigpe Dorje
Trinley Thaye Dorje est le 17e Karmapa. Le Karmapa est le chef de l'école Karma-kagyu du Tibet, issue de la lignée Kagyüpa (une des quatre traditions  majeures du bouddhisme tibétain).
Voir l'article à propos de la controverse touchant le 17e Karmapa.

## Le Karmapa

Drapeau du Karmapa

Le Gyalwa Karmapa est un Tulku éveillé, un Lama réincarné dont la lignée de réincarnation a débuté avec Düsum Khyenpa au Tibet au XIIe siècle. Il est détenteur de la lignée de la transmission des enseignements bouddhistes des trois véhicules, Hinayana, Mahayana et Vajrayana (ou véhicule de diamant), et Lama racine de la branche Karma Kagyu de la lignée Kagyupa.
L'enseignement de cette lignée trouve son origine en Bouddha Shakyamuni et a été préservé de façon pure et authentique jusqu'à nos jours grâce à une transmission de maître à disciple. Le Gyalwa Karmapa est le réceptacle de cet enseignement et de toute la grâce qu'il véhicule. L'enseignement ne pourrait se limiter à des textes, il est vivant, expérimenté par de grands accomplis tels le Gyalwa Karmapa.
Trinley Thayé Dorjé, nait en 1983, dans l'année du cochon. Il est le fils aîné du 3e Mipham Rinpoché de l'école nyingma du bouddhisme tibétain. Son père est à la tête de treize monastères nyingma dans la région du Dha, au Tibet, et descend depuis plusieurs générations de docteurs et d'érudits en médecine tibétaine. Sa mère, Détchen Wangmo, est la fille d'une famille noble descendant du roi Guésar de Ling (voir : Épopée du roi Gesar).
En janvier 1994, Trinley Thayé Dorjé peut quitter le Tibet occupé par les Chinois et gagner sa liberté en Inde. Depuis lors, il y reçoit et dispense des enseignements et transmissions bouddhiques. Il a bénéficié également d'un enseignement scolaire, apprenant l'anglais et les technologies modernes de l'information.
En décembre 1996, il dirige sa première grande cérémonie à Bodhgaya devant des milliers de participants venus de l'Himalaya. En octobre 1997, il est invité par la famille royale du Bhoutan pour une première visite d'état officielle, pendant laquelle il donne des enseignements et des initiations. Fin 1999, il entame son premier grand périple international à Hong Kong, Taïwan, en Malaisie, puis en Europe. En janvier 2000, il est accueilli par plus de 10 000 personnes en Allemagne, Hongrie et Autriche. Il fait ensuite des séjours en France, en Suisse, et plusieurs étapes encore en Allemagne, dans les pays de l'Est et au Danemark.
En février 2000, il se retire à l'ermitage monastique Dhagpo Kundreul Ling du Bost en Auvergne (France) établi par son prédécesseur, où se trouvent des centres de retraite. Là, il reçoit durant le mois d'avril la transmission du  « Drubtap Kundu » par Chobgyé Trichen Rinpoché ; celui-ci lui transmet également les vœux de novice le 7 avril 2000. Ensuite, Kunzig Shamar Rinpoché, un des détenteurs de la lignée Karma Kagyu, continue à transmettre au Gyalwa Karmapa les enseignements de l’École Kagyu ; cette phase inclut plus de 50 initiations et trois volumes d’enseignements compilés d'anciens Maîtres indiens – les Mahasiddhas – sur Le Mahamoudra. Pendant cette même période, il étudie auprès de son professeur Sempa Dordjé des textes philosophiques et d'autres disciplines comme la logique.
En 2002, à la demande de Kunzig Shamar Rinpoché, le Gyalwa Karmapa effectue, de juin à mi-août, une première retraite de 2 mois et demi à l'ermitage monastique du Bost. Cette retraite est placée sous la direction spirituelle de Khentchen Trinlé Peldjor Rinpoché. Le 2 septembre, le Gyalwa Karmapa, accompagné de Nendo Ténam Rinpoché, commence une nouvelle retraite à Kundreul Ling jusqu'au 20 décembre.
Depuis, il poursuit sa formation principalement à Kalimpong en Inde du Nord et parcourt les différents centres Karma Kagyu du monde pour y dispenser ses enseignements, souvent qualifiés de profonds, modernes et accessibles.
En 2010, il a reçu de Péwar Rinpoché (dpe war mchog sprul rinpoche 'jam dbyangs bsod nams dbang po) le Trésor des instructions (gdams ngag mdzod) de Jamgon Kongtrul Lodreu Thayé (blo gros mtha' yas).
En juin 2014, son mentor, Mipham Chokyi Lodro le 14e Shamar Rinpoché meurt prématurément d'une crise cardiaque en Allemagne, alors que son rival, le karmapa Orgyen Trinley Dorje, y effectue une tournée.
Il abandonne la voie monastique après son mariage à Delhi le 25 mars 2017 avec Rinchen Yangzom, une amie d'enfance née au Bhoutan. Le 9 mars 2018, il annonce que sa femme attend un enfant. Le karmapa Trinley Thaye Dorje, a cependant écrit que son rôle et ses activités, en tant que karmapa, continueraient comme précédemment à l'exception de la conduite d’ordination. Pour certains analystes, cela semble disqualifier ses chances d'être accepté comme le 17e karmapa. Pour sa part, le karmapa Ogyen Trinley Dorje exhorta chacun à considérer les différents aspects de la situation avant de faire des critiques déclarant : « Ayez l'esprit large, patient et indulgent pour ne pas perdre le contrôle de vous-même. Soyez sympathique et compréhensif afin de ne déranger l'esprit de personne. »
En 2018, Trinley Thaye Dorje et Orgyen Trinley Dorje se rencontrent dans une région rurale en France et publient une déclaration commune datée du 11 octobre exprimant le souhait de résoudre les divisions dans l'intérêt commun de la lignée karma-kagyu,.
Le 20 octobre 2019, ils composent une prière de longue vie pour la réincarnation de Mipham Chokyi Lodro,.

## Reconnaissance du17eKarmapa Trinley Thayé Dorjé
Shamar Rinpoché (le porteur de la Coiffe rouge), Jigmé Rinpoché (Dhagpo Kagyu ling), Guendune Rinpoché (disciple direct du Gyalwa Karmapa qui fonda Dhagpo Kundreul Ling), Lopeun Tséchou Rinpoché, Mipham Rinpoché, Shérab Gyaltsen Rinpoché, Béru Khyentsé Rinpoché, sont quelques-uns des autres hauts lamas, tous affiliés à Shamarpa, ayant reconnu Trinley Thayé Dorjé comme étant le 17e Karmapa. Des lamas occidentaux comme Ole Nydahl, reconnaissent aussi le 17e Karmapa Trinley Thayé Dorjé.

## Ouvrage
- Trinley Thayé Dordjé, Le livre Bouddhiste de la Sagesse et de l'Amour, sous la direction de Gilles van Grasdorff, éditions Michel Lafon, 2001  (ISBN 2-84098-638-8).